# K-132 Irkoutsk
Le K-132 puis K-132 Irkoutsk (en russe : К-132 « Иркутск ») est un sous-marin nucléaire lanceur de missiles de croisière du Projet 949A « Anteï » (code OTAN : classe Oscar-II), appartenant à la Flotte du Pacifique de la Marine soviétique puis de la Marine russe. 

## Service
Le bâtiment est inscrit sur les listes de la flotte soviétique le 3 mars 1984. Sa quille est posée le 8 mai 1985 aux chantiers navals Sevmash de Severodvinsk. Le K-132 Irkoutsk est lancé le 29 décembre 1987. Il achève ses essais en mer le 30 décembre 1988. En 1989, il rejoint la Flotte du Nord et est affecté à la base navale de Zapadnaïa Litsa.
Le 21 juillet 1990, à proximité de l'île aux Ours, le K-132 effectue une plongée à une profondeur de 460 mètres. Du 30 août au 27 septembre de la même année, il transite de l'océan Arctique à l'océan Pacifique par le nord en passant sous la banquise. Il quitte Zaoziorsk pour rejoindre Vilioutchinsk. Il intègre le Flotte du Pacifique le 29 octobre.
En 1992, il procède au tir de deux missiles P-700 Granit en immersion, ce qui est alors une première dans la Flotte du Pacifique. Le 13 avril 1993 il reçoit le parrainage de la ville d'Irkoutsk, la capitale de l'oblast d'Irkoutsk en Sibérie, et il est renommé K-132 Irkoutsk. Le 23 mai 1996, le K-132 Irkoutsk et le K-456 Vilioutchinsk procèdent à un tir de missiles de croisière sur la même cible. En 1997, le K-132 Irkoutsk est placé en réserve et immobilisé dans l'attente de réparations.
Depuis novembre 2008, le bâtiment est en réparations au chantiers navals FEP Zvezda. Il est d'abord prévu de procéder à des réparations et à une mise à niveau des équipements du sous-marin, avant que le donneur d'ordre n'opte finalement pour un simple « rétablissement des capacités techniques » avec une diminution du financement alloué. Dans un entretien du 29 août 2008, le directeur de FEP Zvezda, Andreï Rassomahina, déclarera que le budget d'environ 6 milliards de roubles prévu pour les réparations était insuffisant (le prix d'un bâtiment neuf est de 40-50 milliards de roubles) et que ce manque de moyens était inhérents au financement des marchés publics.
Le 7 décembre 2013 le chantiers navals FEP Zvezda annoncent le début de la modernisation du K-132 Irkoutsk. Se référant à l'appel d'offres, le montant des travaux s'élevait à 12 milliards de roubles. Cet appel d'offres prévoyait un remplacement des systèmes de missiles, des systèmes radio et sonar, de l'équipement de navigation et une série de dispositifs permettant d'améliorer la vie et la sécurité à bord. À la suite de cette modernisation, le bâtiment devait avoir des fonctionnalités plus avancées et une puissance de frappe plus importante.
Le projet de modernisation avait été préparé par le bureau d'étude Rubin de Saint-Pétersbourg plusieurs années auparavant. En novembre[Quand ?], la commission des chantiers navals FEP Zvezda avait approuvé le projet et signé un accord avec le bureau d'étude Rubin. Le remplacement du système d'armes, de l'équipement de navigation et des autres systèmes embarqués sera réalisé par 27 entreprises sous-traitantes. Les sous-marins du projet 949A « Anteï », conçus pour lutter contre les groupes aéronavals et les porte-avions équipent leur complexe de missiles balistiques P-700 Granit. Ces missiles de croisière peuvent atteindre une vitesse de Mach 2,5 et toucher des cibles de surface jusqu'à une distance de 600 km. À bord du K-132 Irkoutsk, les missiles Granit sont remplacés par des missiles P-800 Oniks, plus modernes. La portée des missiles Onyks est moitié moins grande mais ils sont mieux protégés contre les interférences et moins bien détectés par les radars. Selon le contre-amiral à la retraite Vladimir Zakharov, les missiles Granit sont obsolètes. De plus, les missiles Onyks sont beaucoup plus petits, ce qui permet d'en embarquer davantage à bord
Il est prévu qu'il retourne en service en 2022 au mieux, 14 ans après le début des travaux.

## Commandants
- 1987 : S.M. Karjalainen
- 1992 : A.V. Seleznev
- 1994 : V.V. Stankevitch
- 1996 : J.S. Zhydenko
- 1998 : V.A. Malyavine
- 1999 : V.I. Kosmovski
- 2004 : V.B. Sitnic
- 2007 : R.Ch. Kasimov
- 2009 : S.N. Kovalevski
- 2011 : S.A Izotov
- 2013 : V.V. Savon

### Sources et bibliographie
- (ru) A. E. Taras, Flotte de sous-marin nucléaire 1955-2005, Moscou, 2006, 216 p. (ISBN 985-13-8436-4, http: //www.books.ru/shop/books/340729)